# Seydou Keïta (Diplomat)
Seydou Keïta (* 1934; † 1985 in Kindia) war ein guineischer Diplomat.

## Leben
Seydou Keïta war ein Cousin von Mamadi Kéita und Hajja Andrée Touré, der Frau von Ahmed Sékou Touré. Er studierte Wirtschaftsplanung in Paris.
Von Januar 1970 bis 1971 war er Botschafter in Bonn. In seine Amtszeit fiel die Operation Mar Verde, an der die Regierung in Conakry die deutsche Regierung beteiligt wähnte. Botschafter in Rom war er von 1971 bis Februar 1978. 1973 wurde er Direktor der Intrsomgia S.A. Vom 15. September 1976 bis Februar 1978 war er Botschafter in Paris. Am 3. April 1984, während der Präsidentschaft von Lansana Conté, wurde er verhaftet und 15 Monate später in Kindia hingerichtet.